# Tipula (Sinotipula) schizorhyncha
Tipula (Sinotipula) schizorhyncha is een tweevleugelige uit de familie langpootmuggen (Tipulidae). De soort komt voor in het Palearctisch gebied.